# Xanthopimpla eurycephala
Xanthopimpla eurycephala är en stekelart som beskrevs av Krieger 1915. Xanthopimpla eurycephala ingår i släktet Xanthopimpla och familjen brokparasitsteklar. Inga underarter finns listade i Catalogue of Life.